# Sergio Esquivel
Sergio Iván Esquivel Cortés (Ticul, Yucatán; 8 de diciembre de 1946-Mérida, Yucatán; 24 de abril de 2021) fue un cantautor mexicano.

## Biografía
Sergio Esquivel fue el quinto de diez hijos del matrimonio ticuleño formado por el profesor Enrique Esquivel Encalada y la señora Carmen Cortés Martínez. Se inició en la música tocando en una banda de rock and roll siendo aún adolescente. Al término de sus estudios, se estableció en la Ciudad de México para ampliar su carrera de músico. Rápidamente se instaló en el grupo de los autores preferidos del público mexicano con canciones como "Qué alegre va María", Alguien vendrá, Dos rosas, Me llaman tonto (coautoría con Guillermo Salamanca), Un tipo como yo y San Juan de Letrán.
Grabó más de 20 discos como intérprete y las canciones por él creadas, que suman más de 350 (registradas ante la SACM), han sido interpretadas por cantantes importantes de México, tales como: Imelda Miller, José José, Emmanuel, Christian Castro, Marco Antonio Muñiz, Lupita Dalessio,  Verónica Castro, Guadalupe Pineda, Alberto Vázquez, Yoshio, Dulce, Gualberto Castro, Víctor Yturbe (“El Pirulí”), Vicky Carr, Armando Manzanero, Manoella Torres, Gloria Lasso, solo por nombrar algunos. También han grabado sus canciones artistas internacionales como: Celia Cruz (USA), Dany Rivera (Puerto Rico), Libertad Lamarque (Argentina), Nano Cabrera (Puerto Rico), Antonio Marcos (Brasil), Mariquita y Gio (Japón).

Fue finalista en las ediciones nacionales del Festival OTI, durante trece años, entre 1972 y 1991. En la edición de 1989 participó con la canción ‘Nadie se va del todo’.
Esquivel fue creador del Taller de Compositores Quinta Generación, escuela de la que han surgido muchos de los valores actuales de la composición yucateca. Fue socio activo de la Sociedad de Autores y Compositores de México. El cantautor falleció el 24 de abril de 2021 en Mérida, Yucatán a consecuencia de un infarto agudo al miocardio.

## Discografía[7]
- "Por Eso Te Quiero" (1972)
- "A Mis Dos Amores" (1975)
- "Así Canto... Así lo Siento" (1978)
- "Un Beso, Adiós y Nada Más" (1979)
- "Un Tipo Como Yo" (1979)
- "Para Todos Mis Amores" (1980)
- "Quiéreme" (1981)
- "En Vivo: Concierto en el Teatro de la Ciudad de México" [Disco Doble] (1981)
- "Las Canciones que me Hubiera Gustado Escribir" (1982)
- "Sin Ella" (1982)
- "El Cantor" (1987)
- "Nadie se va del Todo" (1989)
- "Sergio Esquivel y su Trova Yucateca Vol. I" (1994)
- "Nuevas Propuestas" (2001)
- "La Antología Personal de Sergio Esquivel" [Caja con 6 Discos] (2013)
- "Sergio Esquivel En Vivo" (2014)
- "Sesiones Acústicas Vol. I" (2017)
- "Por Ti" (2018)
- "Paso de Luna" (2019)

## Canciones
Con más de 350 canciones grabadas, y cerca de 50 intérpretes en todas partes del mundo, algunas de sus canciones con mayor trascendencia son: 
- "Un Tipo Como Yo"
- "Que Alegre Va María"
- "Nadie Se Va del Todo"
- "Algo Grande"
- "Luciana"
- "Amo la Vida"
- "Alguien Vendrá"
- "Por Ella"
- "San Juan de Letrán"
- "Si tú no Estas Aquí"
- "México de Vez en Cuando"
- "El Cantor"
- "Soy del Sur"
- "Dos Rosas"
- "Quisiera Ser Golondrina"

## Preseas
- 1969 logró su primer éxito en la voz de José José con su canción "Alguien Vendrá", escrita en mancuerna con Guillermo (Memo) Salamanca.
- 1971 participó en el Primer Festival Nacional e Internacional de la Canción Popular en el Teatro Ferrocarrilero en la Ciudad de México y transmitido por televisión nacional. Obtuvo el tercer lugar interpretando su canción "¿Dónde está mi amor?", y con él la oportunidad de grabar su primer disco de larga duración como autor e intérprete.
- 1973. Primer lugar internacional en el Festival OTI. Belo Horizonte, Brasil, con su canción "Qué alegre va María", interpretado por Imelda Miller.
- 1974. Ganó el segundo lugar en un Festival de la Canción en Venezuela, en la voz de Mónica Igual, con su canción "Un Amigo Es Un Lugar".
- 1977 2º lugar internacional en el festival Carifesta, en Jamaica con su canción "La Primera Vez" en la voz de Fernando Riva.
- Durante los primeros diez años de la OTI participó con canciones como: "Cuando me vaya", "Luciana", "Un Tipo Como Yo" y "Cien Millones de Locos", quedando siempre como finalista.
- 1982. Cuarto lugar internacional en el festival de Viña del Mar, Chile, con su canción Dos Monedas.
- 1990. Segundo lugar en el Festival México Lindo y Querido con su canción México de vez en cuando.
- 1991. Tercer lugar en el Festival Internacional OTI, realizado en Acapulco  con su canción Barrioviejo, cantada por Rodolfo Muñiz.
- Fue finalista en las ediciones nacionales del Festival OTI, durante trece años, entre 1972 y 1991.

## Reconocimientos
- 1974 Medalla Guty Cárdenas, que otorga el gobierno del estado de Yucatán.
- 1975 Medalla Agustín Lara, de la Sociedad de Autores y Compositores de México.
- 1977 La rosa de oro, del estado de Jalisco
- 1980 Trofeo El Heraldo al mejor compositor.
- 1980 Se nombró una calle en su honor en su natal Ticul
- 1980 Trofeo AMPRyT (Asociación Mexicana de Periodistas de Radio y Televisión). al mejor compositor del año.
- 1981 Medalla Yucatán, otorgada por el gobierno de ese estado
- 1982 Trofeo Maeva, como el mejor intérprete en Viña del Mar, Chile.
- 1990 Medalla Guillermo Cañedo, otorgada por Televisa.
- 1999 le dieron su nombre a la plaza de la cultura de Ticul
- En 2001, la Sociedad de Autores y Compositores de México le entregó el Reconocimiento a la Trayectoria de 25 y más años.
- 2011 Su busto en bronce se encuentra en la Plaza de Santa Lucía en Mérida.